# Michael Foreman
Michael James Foreman (født 29. marts 1957) er en NASA-astronaut, han har fløjet en rumfærgemission; STS-123 som missionsspecialist. 
Michael Foreman er på standby til redningsmissionen STS-400.